# Get Into You
Get Into You er det andet studiealbum af den australske sangerinde Dannii Minogue. Albummet blev udgivet af MCA Records den 4. oktober 1993 i Storbritannien. Sporet "Hold On" skulle lukke albummet som nummer 14 men blev skrottet i sidste øjeblik. I 2009 blev sangen udgivet sammen med to andre ikke udgivet spor på Deluxe Edition af albummet. Albummet indeholder singlerne "Show You the Way to Go", "Love's on Every Corner", "This Is It", "This Is the Way" og "Get Into You".

## Sporliste
| #   | Titel                                  | Sangskriver(e)                               | Længde |
| --- | -------------------------------------- | -------------------------------------------- | ------ |
| 1.  | "This Is It"                           | Van McKoy                                    | 3:42   |
| 2.  | "Love's on Every Corner"               | D. Poku, Cathy Dennis, P. Taylor             | 4:16   |
| 3.  | "Until We Meet Again"                  | Steve Hurley, Chantay Savage                 | 4:25   |
| 4.  | "Tonight's Temptation"                 | A. Moody, T. Wilentz, D. Minogue             | 5:59   |
| 5.  | "Be Careful"                           | Davidge, Piken                               | 5:09   |
| 6.  | "I Dream"                              | K. Hairston, D. Minogue                      | 4:38   |
| 7.  | "Show You the Way to Go"               | K. Gamble, L. Huff                           | 4:24   |
| 8.  | "Lucky Tonight"                        | C. Boureally, D. Minogue, R. Davis, D. Jones | 3:49   |
| 9.  | "This Is the Way"                      | Ward, Baylis, Kennedy                        | 4:00   |
| 10. | "Get Into You"                         | Mike Percy, Tim Lever, Tracey Ackerman       | 4:12   |
| 11. | "If You Really"                        | S. Hurley, J. Principal, C. Savage           | 4:03   |
| 12. | "Wish You'd Stop Wishing"              | Eric Foster White                            | 5:11   |
| 13. | "Kiss and Make Up"                     | C. Bourelly, R. Davis, D. Minogue            | 4:17   |
| 14. | "Show You the Way to Go" (12" version) | K. Gamble, L. Huff                           | 8:00   |

## Hitlister
| Hitliste (1993)                  | Placering |
| -------------------------------- | --------- |
| Australien (ARIA Charts)         | 53        |
| Storbritannien (UK Albums Chart) | 52        |

## Udgivelsehistorie
| Land           | Dato         | Format   | Pladeselskab       |
| -------------- | ------------ | -------- | ------------------ |
| Australien     | oktober 1993 | CD       | Mushroom Records   |
| Storbritannien | oktober 1993 | CD       | MCA Records        |
| Storbritannien | oktober 1993 | Kassette | MCA Records        |
| Japan          | 6. juli 1994 | CD       | Alfa International |